# Oratorio del Santissimo Sacramento (Cefalù)
L'oratorio del Santissimo Sacramento è un edificio religioso di Cefalù.

## Descrizione
L'oratorio si trova in via Passafiume e venne edificato nel 1688 come sede della "confraternita del Santissimo" (o "confraternita dei Bianchi", in contrapposizione a quella "dei Neri" della chiesa del Purgatorio).
Nel basamento è stato reimpiegato un blocco in calcare con l'iscrizione funeraria in greco a "Sosis il ghiottone", proveniente dalla necropoli ellenistica.
La facciata, preceduta da una breve scala, presenta due portali gemelli scolpiti, sormontati da un occhio circolare, e termina superiormente con un cornicione molto sporgente. Al di sopra un timpano mistilineo, dove si aprono tre finestre arcuate, quella centrale con campana.